# Star Wars: The Force Unleashed
A Star Wars: The Force Unleashed Csillagok háborújának világában játszodó videójáték. 2008. szeptember 16-án jelent meg.
Egy évvel később bővített tartalommal Ultimate Sith Edition kiadásban jelent meg 2009 novemberében.
Pár évvel később kijött a második része a Star Wars The Force Unleashed II amiben már, Starkiller klónjával játszhatunk.

## A játék
A játékot a LucasArts adja ki, és a fejlesztésében maga George Lucas is közreműködik. A játékban Darth Vader tanítványát (Galen Marek) kell irányítanunk, és megtanulhatjuk használni benne az Erőt. Elpusztítjuk a megmaradt Jediket, és négy bolygón mutathatjuk meg tehetségünket.

## Szereplők

### Galen Marek/Starkiller
Darth Vader titkos tanítványa, akiben megvolt a képesség, hogy a világ legnagyobb Erőhasználója legyen. Remek vívó volt, és Vader személyes bérgyilkosa.
Starkiller-nek, azaz Csillaggyilkosnak nevezik...

### Rahm Kota
Rahm Kota egy idősebb ember jedi mester és a klónok háborúja alatt tábornok volt. Yoda mester egyik tanítványa. Kota túlélte a 66-os parancsot. Galen Marek először megpróbálja megölni őt, de végül szövetségesek lesznek. Kota túléli a nagy jedi tisztogatást.

### Juno Eclipse
Galen hajójának, a Zsivány Árnyék-nak, a pilótája. Galenhez érzelmi szálak fűzik, ez egy csókban teljesedik ki a játék végén. Juno kitűnő pilóta.

### Shaak Ti
Shaak Ti egy togruta fajból származó nő jedi mester és a klónok háborúja alatt fő jedi tábornok, és egyben a jedi tanács tagja a köztársaság bukásáig. Shaak Ti túlélte a 66-os parancsot. A Felucia bolygón él, és Galen többek között vele is végez. Shaak Ti szerepe óriási az egész játékban.

### Maris Brood
Maris Brood egy zabrak fajból származó nő jedi padawan volt és Shaak Ti tanítványa, aki Galen ellen fordul, amikor a Sötét Jedi megöli mesterét. Maris végül Galen szövetségese lesz. Maris túlélte a híres jedi tisztogatást. Többet nem tudunk róla.

### Kazdan Paratus
Jedi Mester, aki túlélte a 66-os parancsot. Kazdan egy őrült, aki felépítette a Jedi Templom hű mását roncsokból, a Raxus Prime nevű szeméttelepbolygón.

### PROXY
Galen droidja, hű társa, aki kisgyerekkorától vele van.

## A történet
Az első küldetésen a játékban Darth Vader személyében kell megölni egy Jedit, aztán megjelenik Galen Marek, azaz Starkiller.
A második misszión Starkiller-el kell legyőzni Rahm Kota tábornokot (bővebben a The Force Unleashed című lapban) kell legyőzni. Kota a végén azt mondja hogy: Vader azt hiszi hogy átállított... de én látom a jövődet... és Vader nem lesz mindig a mestered...helyette talán majd... én?
A harmadik küldetés Kazdan Paratus likvidálása. A Raxus Prime bolygón.
Utána ellátogatunk a Feluciára és végzünk Shaak Ti Jedi mesterrel. Ezután Vader elárul minket.
A következő küldetésben az ISS Empiricalon kell kiszabadulni és megmenteni Juno Eclipse-et a pilótánkat.
Utána a híres bespini Felhővárosban kiderül hogy Kota él és a szövetségesünk.
A misszió: Kashyyyk-on keressük meg Leia hercegnőt, tegyük tönkre a skyhook-ot és öljük meg a birodalmi századost Ozzik Sturn-t.
Utána vissza térünk a Feluciára ahol Maris Brooddal kell harcolni, végül elengedjük.
Az utolsó előtti küldetésen a Raxus Prime-ra látogatunk vissza ahol egy Csillagrombolót is tönkre teszünk.
Utolsó küldetésünk nem más, mint a Halálcsillag. Itt választhatunk hogy megmentjük -e a lázadókat, vagy végzünk Vaderrel és utána az Ultimate Sith Edition- ben is megtalálható Tatooine és Hoth bolygókon irtjuk a lázadókat.